# Zalánfy Aladár
Zalánfy Aladár (Bártfa, Sáros vármegye, 1887. március 11. – Budapest, Józsefváros, 1959. május 15.) magyar orgonaművész, orgonaszakértő, zenepedagógus, mint hangversenyző művész koncerteket is adott.

## Életpályája
Zámborszky József és Lavotha Anna fia. 1905-től 1908-ig Koessler János volt a mestere, nála zeneszerzést és orgonálást tanult. Ezután Lipcsében Karl Straubénél és Siegfried Karg-Elert zeneszerzőnél, majd Franciaországban Charles-Marie Widornál, a századforduló egyik legkiválóbb orgonaművészénél folytatott tanulmányokat. Virtuóz orgonajátékosként működött, Magyarországon és külföldön is koncerteket adott.
1913-tól a Nemzeti Zenedében, majd a Székesfővárosi Felsőbb Zeneiskolában tanított. 1921-ben lett a Zeneművészeti Főiskola tanára, ahol az orgonatanszak professzoraként az orgona mellett orgonaismeretet, orgonatervezést és kargyakorlatot, a protestáns egyházzenei tanszakon liturgikát, egyházi éneket és egyházzenei irodalomismeretet is tanított. Tanításában hallatlanul következetes, pontos, szigorú, de mindig igazságos volt s mindezt tanítványaitól is megkövetelte. Egyforma érdeklődéssel tanította a régi mesterek, Buxtehude, Frescobaldi, Bach műveit éppen úgy, mint a romantikus és az utánuk következő zeneszerzők, C. Franck, Liszt Ferenc vagy Reger kompozícióit. Figyelemmel kísérte a kortárs zenei alkotásokat is. 1950-ig, nyugdíjazásáig, kitűnő orgonisták nemzedékeit nevelte fel, tanítványai közé tartozott Gergely Ferenc, Kovács Endre. Az orgonatanszakon Rezessy László (1912-1997) karnagyot, orgonaművészt, a későbbi tanszékvezető főiskolai tanárt is Zalánfy tanította.
Zalánfy mint orgonaszakértő és orgonatervező szorgalmazta, hogy a régi barokk és a francia orgonaépítés hagyományain alapuló modern orgonatervezés-szerkesztés eredményei a hazai orgonaépítészetben is minél nagyobb teret nyerjenek. E törekvésének egyik legjobb eredménye az óbudai evangélikus templom általa tervezett orgonája volt. Ez a hangszer, amelyet a Rieger orgonagyár 1939/40-ben Zalánfy terve alapján épített, a szakértők szerint a főváros akkor legszebb hangú orgonája volt, azonban Budapest ostromakor, 1944 szilveszter éjszakáján elpusztult.
1914-től a budapesti Szent István-bazilika, majd 1923-tól haláláig a Deák téri evangélikus templom főorgonistája is volt.
Zalánfy zeneszerzői munkásságát tekintve a kétkötetes orgonaiskolán (Az orgonajáték művészete) kívül kiadatlan korálelőjátékokról és kórusművekről tudunk. Orgonakísérettel látta el és kiadta Luther Márton vallásos költeményeinek dallamait és közreadta Bach Nyolc kis prelúdium és fúga című művét, valamint manuál-korálelőjátékainak sorozatát. Több különféle, orgonaépítéssel kapcsolatos értékes tanulmánya is megjelent.
"Alapelve volt: az orgona kronometrikus hangszer, nem mindegy, hogy meddig nyomjuk le a billentyűt és meddig tartjuk. Művészi és pedagógiai hitvallásának alapja, a jelszava az AGOGIKA volt. Az AGOGIKA az egyes hangok értékváltozásainak "tana", olyan  apró ritmikai értékváltozásokat jelent, amelyeket a zenemű leírásánál már nem lehet jelezni. Teljes mértékben az előadó egyéni képességétől, tehetségétől, muzikalitásától függ." - írta róla visszaemlékezésében 2013-ban volt tanítványa, Kovács Endre orgonaművész.

## Művei (válogatás)
- Zalánfy Aladár: Az orgonajáték művészete I.: Manuál iskola megjelent: Budapest : Magyar Kórus, 1948
- Zalánfy Aladár: Az orgonajáték művészete II.:Pedáliskola megjelent: Budapest : Magyar Kórus, 1948